# Giannakis Giangoudakis
Giannakis Giangoudakis (grec: Γιαννάκης Γιαγκουδάκης)  (Limassol, 17 de gener de 1959) és un exfutbolista xipriota de la dècada de 1980.
Fou 68 cops internacional amb la selecció xipriota.
Pel que fa a clubs, fou jugador d'Apollon Limassol, on també fou entrenador.